# مسجد شاكر
مسجد شاكر هو معلم معماري يقع في حي شاكر، مدينة قارشي، بمنطقة قشقاداريا، أوزبكستان. تم إدراج المسجد ضمن قائمة التراث الثقافي المادي وفقًا لقرار رئيس جمهورية أوزبكستان الصادر بتاريخ 19 ديسمبر 2018 حول "تحسين الأنشطة في مجال حماية الممتلكات الثقافية المادية".

## التاريخ
يقع مسجد شاكر في المدينة القديمة من قارشي. بُني المسجد في القرن الثامن عشر، وهو حاليًا في حالة متدهورة ويخضع لإدارة حي شاكر. تم إدراج مسجد شاكر ومدرسة شريف بوي ضمن القائمة الوطنية بقرار مجلس الوزراء بتاريخ 4 أكتوبر 2019. ومع ذلك، أثارت حالة المباني في عام 2022 انتقادات على وسائل التواصل الاجتماعي بسبب عدم إجراء أعمال إصلاح وترميم، خاصة في مدرسة شريف بوي ومسجد شاكر، حيث وصلت حالتهما إلى مرحلة حرجة.

## العمارة
يُدخل إلى المسجد من خلال الأبواب التي تؤدي إلى الرواق. الجدران غير مزخرفة ومطلية بالجص، مع وجود نقش محفور على المحراب من الرخام. في الجزء المركزي الرئيسي من المبنى، تدعم الأعمدة المنحوتة سقف الأخشاب، وحماية الأرضية مصنوعة من الرخام. الجزء الخارجي من المسجد مبني بأسلوب الإيوان، حيث تدعم الأعمدة الإيوانات. تتميز أعمدة المسجد الخشبية بزخارف منقوشة بمهارة تتضمن صورًا للزهور وأشكالًا مختلفة. يمكن رؤية هذا الطابع التقليدي أيضًا في العمارة البخارية.

## معرض الصور

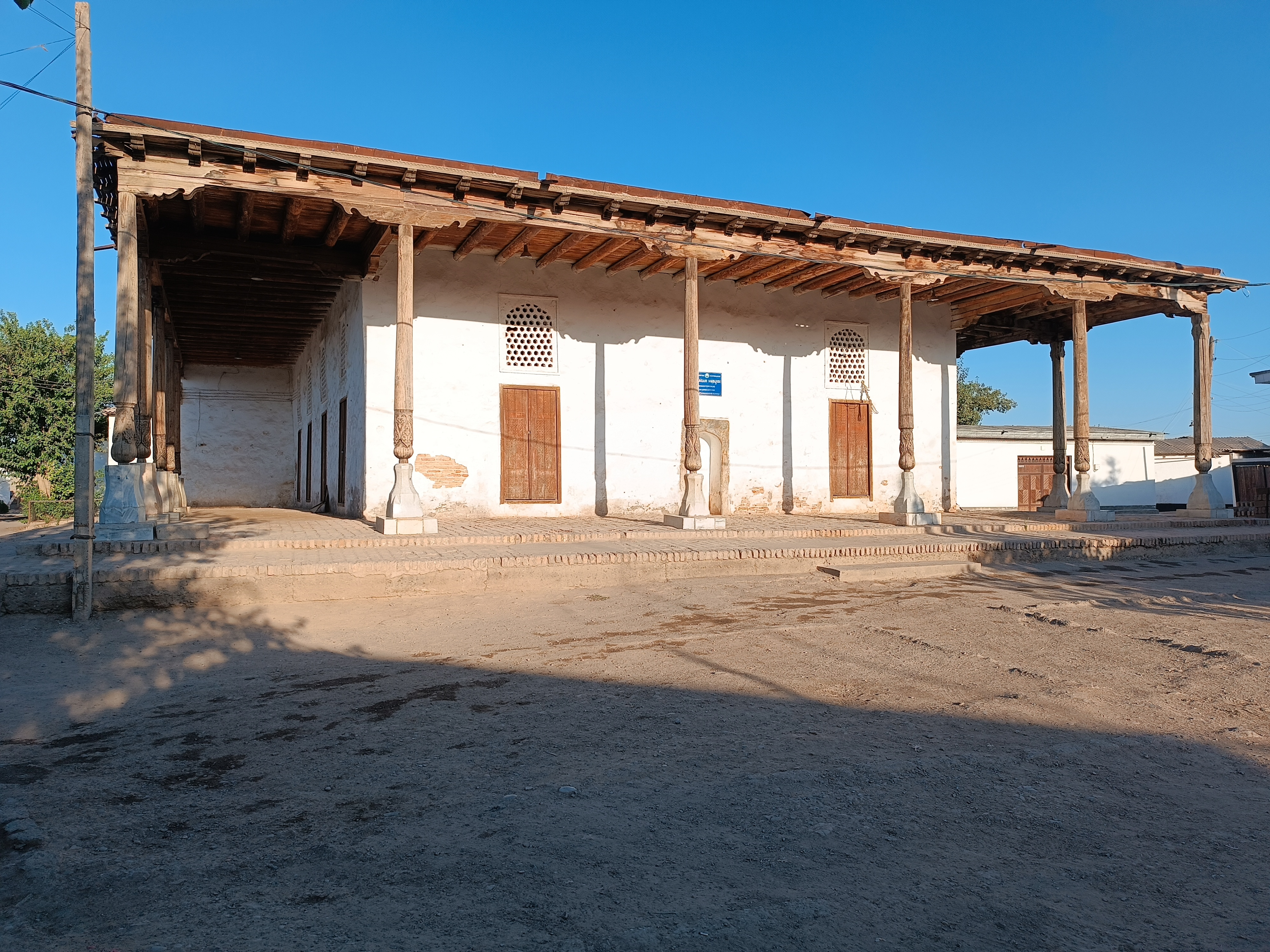
مشهد كامل لمسجد شاكر
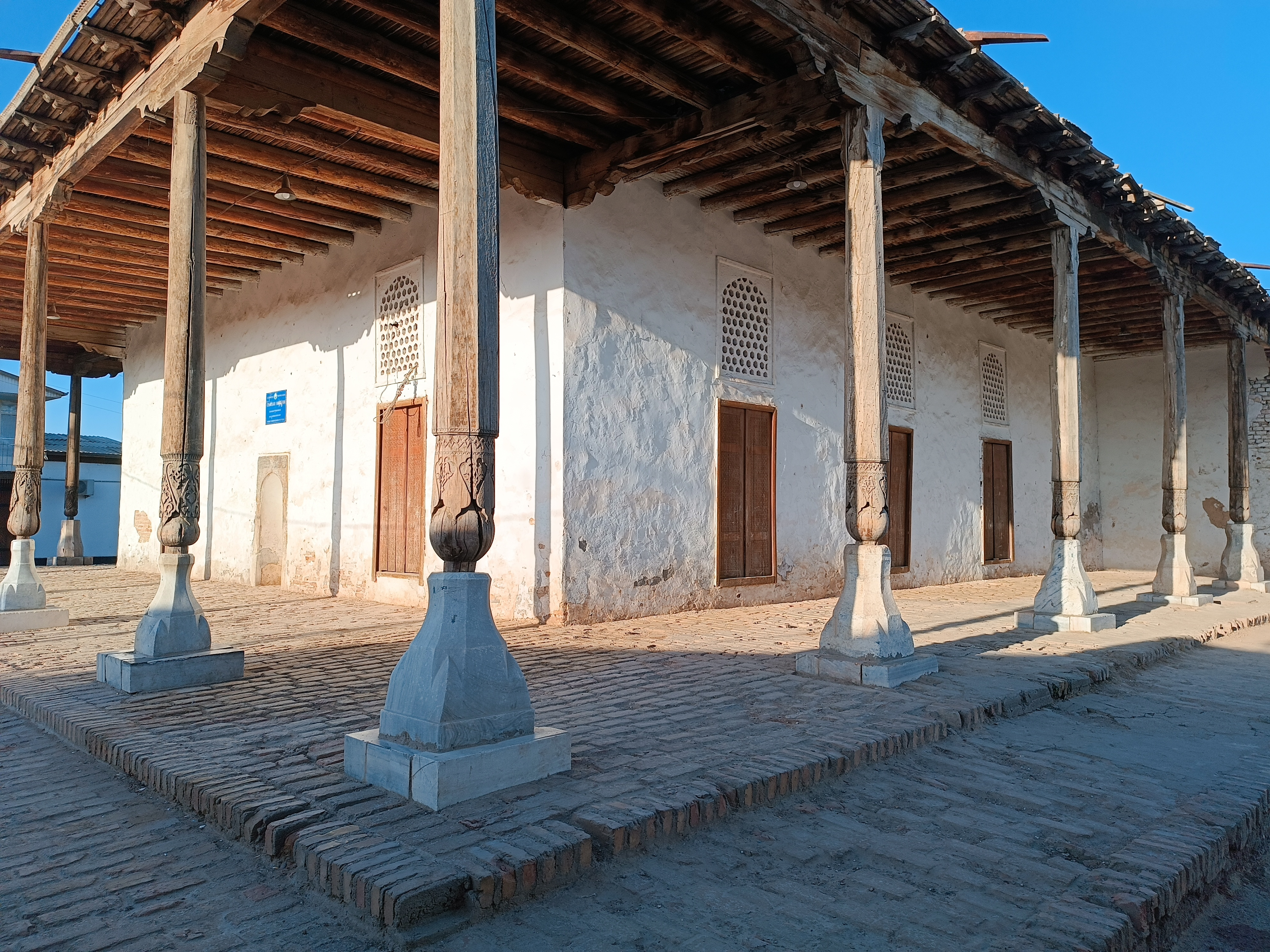
منظر لمسجد شاكر من الجنوب الشرقي
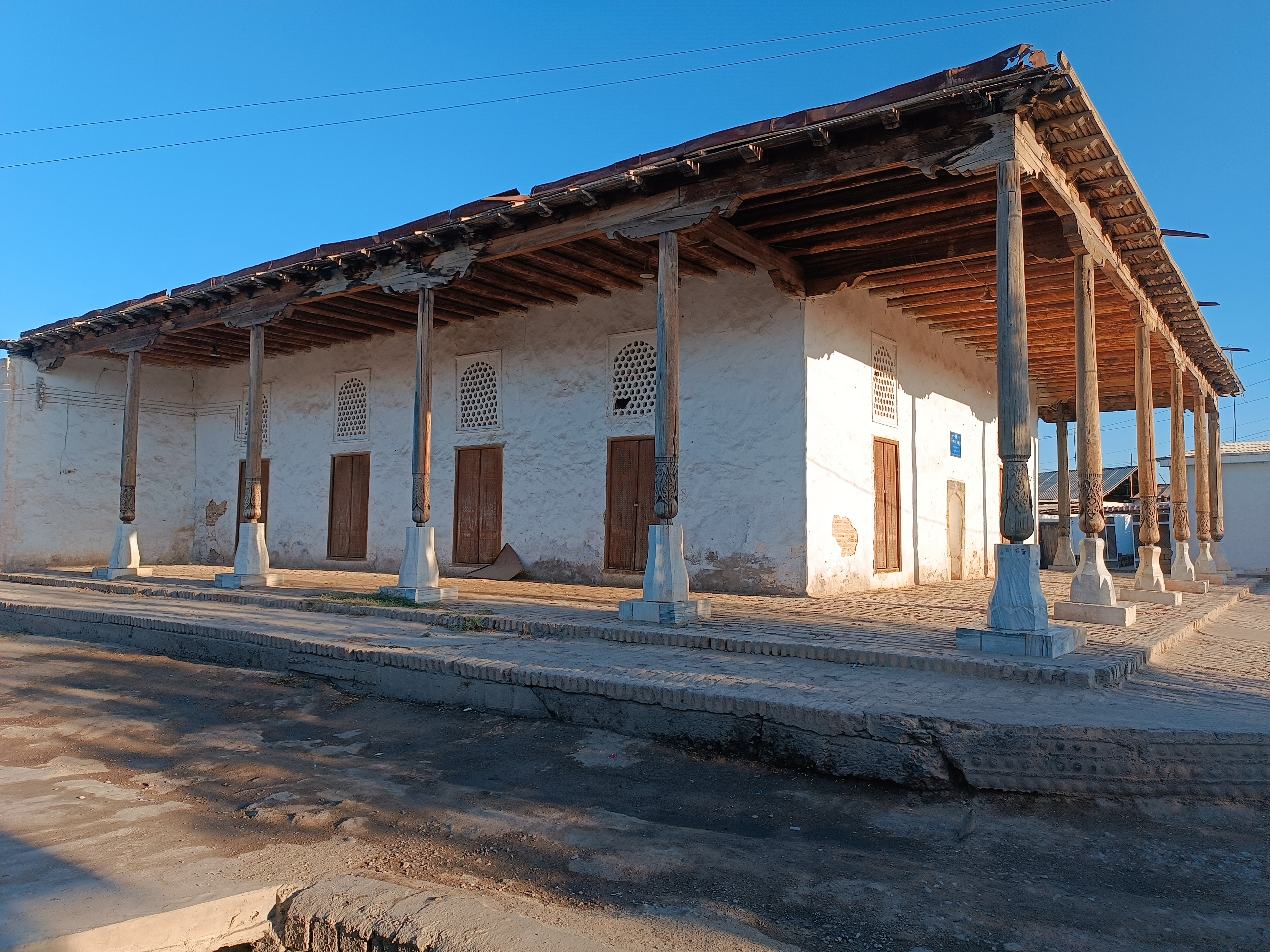
منظر لمسجد شاكر من الشمال الغربي
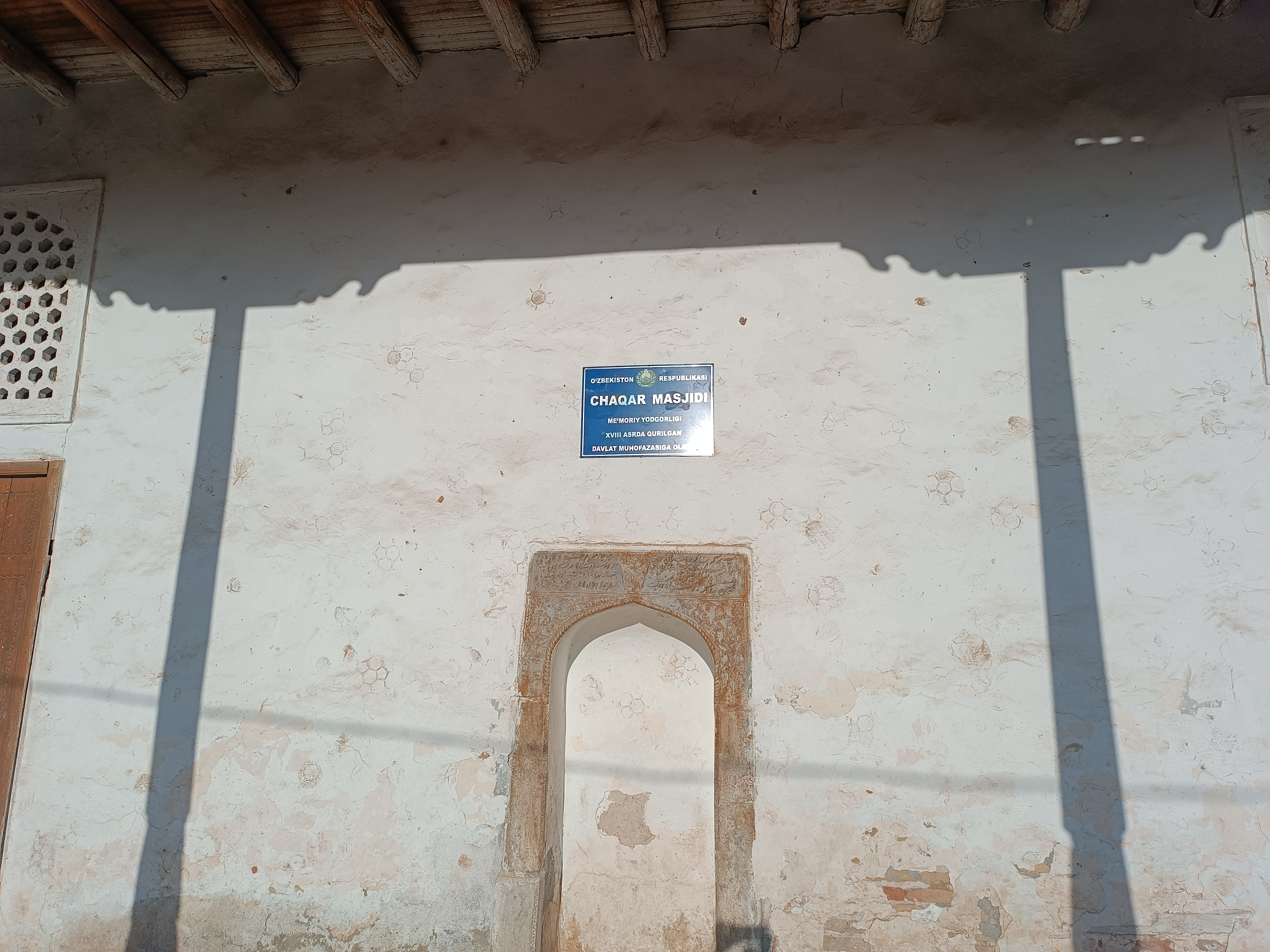
واجهة مسجد شاكر

## الأدبيات
بايون رفشانوڤ (2006). تاريخ قارشي (ط. دار نشر يانغي عصر أفلودي). طشقند. ص. 647. ISBN:5-633-01899-0.{{استشهاد بكتاب}}:  صيانة الاستشهاد: مكان بدون ناشر (link)
جومانازار أ. ك. (2007). نسف (ط. دار نشر مكتبة أوزبكستان الوطنية باسم علي شير نوائي). طشقند. ص. 204.{{استشهاد بكتاب}}:  صيانة الاستشهاد: مكان بدون ناشر (link)